# Państwo Malta
Państwo Malta (malt. Stat ta’ Malta, ang. State of Malta), znane w języku potocznym jako Malta – poprzednik dzisiejszej Republiki Malty. Istniało pomiędzy 21 września 1964 roku, a 13 grudnia 1974 roku.
Malta Independence Act 1964, przyjęty przez brytyjski parlament przekształcił kolonię Malty w niepodległe Commonwealth realm z w pełni odpowiedzialnym rządem. Zgodnie z nową konstytucją Malty, zaaprobowaną w referendum, przeprowadzonym w maju 1964 roku, królowa Elżbieta II została królową Malty (malt. Reġina ta' Malta). Konstytucyjne obowiązki monarchy na Malcie wypełniał, mianowany przez nią, Gubernator Generalny Malty. Jako królowa Malty, Elżbieta II złożyła wizytę na wyspie w listopadzie 1967 roku.

## Gubernatorzy Generalni
W latach 1964–1974, urząd Gubernatora Generalnego na Malcie sprawowali:
1. Sir Maurice Henry Dorman (21 września 1964 – 4 lipca 1971)
2. Sir Anthony Mamo (4 lipca 1971 – 13 grudnia 1974)[5]

## Premierzy
Politycy sprawujący urząd premiera (i szefa rządu) Państwa Malta:
1. George Borg Olivier (21 września 1964 – 21 czerwca 1971)
2. Dom Mintoff (21 czerwca 1971 – 13 grudnia 1974)[6]

## Przekształcenie w republikę
13 grudnia 1974 roku, w następstwie zmian w Konstytucji wprowadzonych przez labourzystowski rząd Dom Mintoffa, monarchia została zniesiona i Malta stała się republiką w ramach Wspólnoty Narodów, z funkcją głowy państwa powierzoną prezydentowi, wybranemu przez Parlament. Pierwszym prezydentem Malty został jej ostatni Gubernator Generalny, Sir Anthony Mamo.